# Данверс (Миннесота)
Данверс (англ. Danvers) — город в округе Суифт, штат Миннесота, США. На площади 1,8 км² (1,8 км² — суша, водоёмов нет), согласно переписи 2002 года, проживают 108 человек. Плотность населения составляет 59,2 чел./км².
- Телефонный код города — 320
- Почтовый индекс — 56231
- FIPS-код города — 27-14734[1]
- GNIS-идентификатор — 0642634[2]